# وارابی موچی
وارابی موچی (به ژاپنی: 蕨餅، warabi-mochi) یک نوع ژله مانند شیرینی ساخته شده از سرخس و نشاسته است که در آخر (آرد تست شده و شیرین سویا) به نام کیناکو پوشانده می‌شود. این شیرینی در فصل تابستان به خصوص در منطقه کانسای و اوکیناوا محبوب است و اغلب به صورت سیار و شبیه به وانت‌های فروش بستنی در کشورهای غربی به فروش می‌رسد.